# Skullmonkeys
Skullmonkeys, commercializzato in Giappone come Klaymen Klaymen 2, è un videogioco a piattaforme per PlayStation. Si tratta del successore di The Neverhood, avventura grafica per Microsoft Windows e in seguito convertita per PlayStation proprio come Klaymen Klaymen per il mercato giapponese.

## Trama
Il demone Klogg era stato bandito da Neverhood alla fine del primo gioco, ma si è saputo che era andato a finire su un pianeta dominato da spaventose-ma-stupide creature conosciute come Skullmonkeys (ovvero delle scimmie, più simili a gorilla, con un teschio come testa). Klogg diventa il loro leader e pianifica la costruzione di una tremenda macchina chiamata Evil Engine Number Nine, con l'intenzione di distruggere Neverhood, come piano di vendetta. Fortunatamente, uno Skullmonkey (più intelligente degli altri suoi simili), manda una sorta di uccello-robot, a prelevare Klaymen (protagonista anche del prequel) per fermare per la seconda volta i piani nefasti di Klogg e di distruggere l'Evil Engine Number Nine.